# Ophir du meilleur scénario
L'Ophir du meilleur scénario original est une récompense cinématographique israélienne qui est attribuée au meilleur scénario d'un film et est décernée par l'Israeli Academy of Film and Television depuis 1990 lors de la cérémonie de remise des Ophirs du cinéma.

## Scénarios primés
- 1990 : Jonathan Arout, Yohanan Raviv et Savi Gabizon pour The Lookout
- 1991 : Haim Marin pour Beyond the Sea (en)
- 1992 : Assi Dayan pour Life According to Agfa
- 1993 : Enrique Rottenberg et Esteban Gottfried pour Revenge of Itzik Finkelstein (en)
- 1994 : Assi Dayan pour Smicha Hashmalit Ushma Moshe
  - Hanna Azoulay-Hasfari pour Sh'Chur (nommé)
- 1995 : Savi Gabizon pour Hole Ahava B'Shikun Gimel
- 1996 : Yigal Bursztyn pour Osher Lelo Gvul

- 2016 : Rama Burshtein pour Laavor et hakir
- 2017 : Savi Gabizon pour Longing (en)